# Pseudoceratoppia microsetosa
Pseudoceratoppia microsetosa är en kvalsterart som beskrevs av Hammer 1967. Pseudoceratoppia microsetosa ingår i släktet Pseudoceratoppia och familjen Ceratoppiidae. Inga underarter finns listade i Catalogue of Life.